# Alexander Nevski-kapel
De Alexander Nevski-kapel (Russisch: Церковь Александра Невского) is een Russisch-orthodoxe kapel in het Alexandria-park te Peterhof. In de volksmond wordt het gebouw kortaf de kapel genoemd. De Alexander Nevski-kapel is gebouwd in neogotische stijl, hetgeen voor Rusland en al helemaal voor een orthodoxe kapel uitzonderlijk is.

## Geschiedenis
Na de voltooiing van het in Engelse stijl gebouwde Cottage-paleis in het Alexandria-park van Peterhof bleek het wenselijk een kapel te bouwen voor de keizerlijke familie. Tsaar Nicolaas I wees zelf de plek in het westelijke deel van het park aan waar de kapel moest worden gebouwd. Het ontwerp van de kapel werd toevertrouwd aan de bekende Duitse architect Karl Friedrich Schinkel. De kerk werd in de jaren 1831-1834 gebouwd onder leiding van Adam Menelavs and Ludwig Charlemagne. De inwijding vond plaats in juli 1834. Er werden alleen 's zomers erediensten gevierd. Na de oktoberrevolutie werd de kerk vrijwel onmiddellijk gesloten. In 1920 werd het een museum. Na een restauratie werd er in 1932 een tentoonstelling gevestigd over de geschiedenis van het park. Tijdens de Tweede Wereldoorlog werd de kapel zwaar beschadigd, waardoor het oorspronkelijke interieur grotendeels verloren ging.
Vanaf de jaren zeventig van de 20e eeuw werd het gebouw gerestaureerd. De kapel in de jaren negentig wederom gerestaureerd en op 4 juli 2006 vond er een nieuwe wijding plaats na nogmaals restauratiewerkzaamheden te hebben uitgevoerd. In hetzelfde jaar werd Maria Fjodorovna, gemalin van tsaar Alexander III, herbegraven in de Petrus en Pauluskathedraal. Voor de bijzetting werd haar stoffelijk overschot eerst naar de kapel gebracht, die tijdens haar leven diende als haar huiskerk. Op 27 september 2006 werd er in de kapel een panichida (Russisch-orthodoxe requiemdienst) gehouden.

## Afbeeldingen

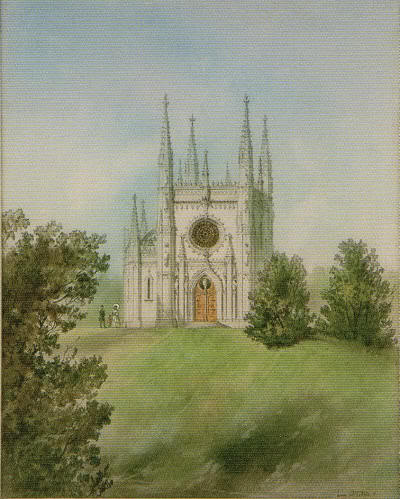
Aquarel van Joseph-Jean Charlemagne, circa 1850–1860.
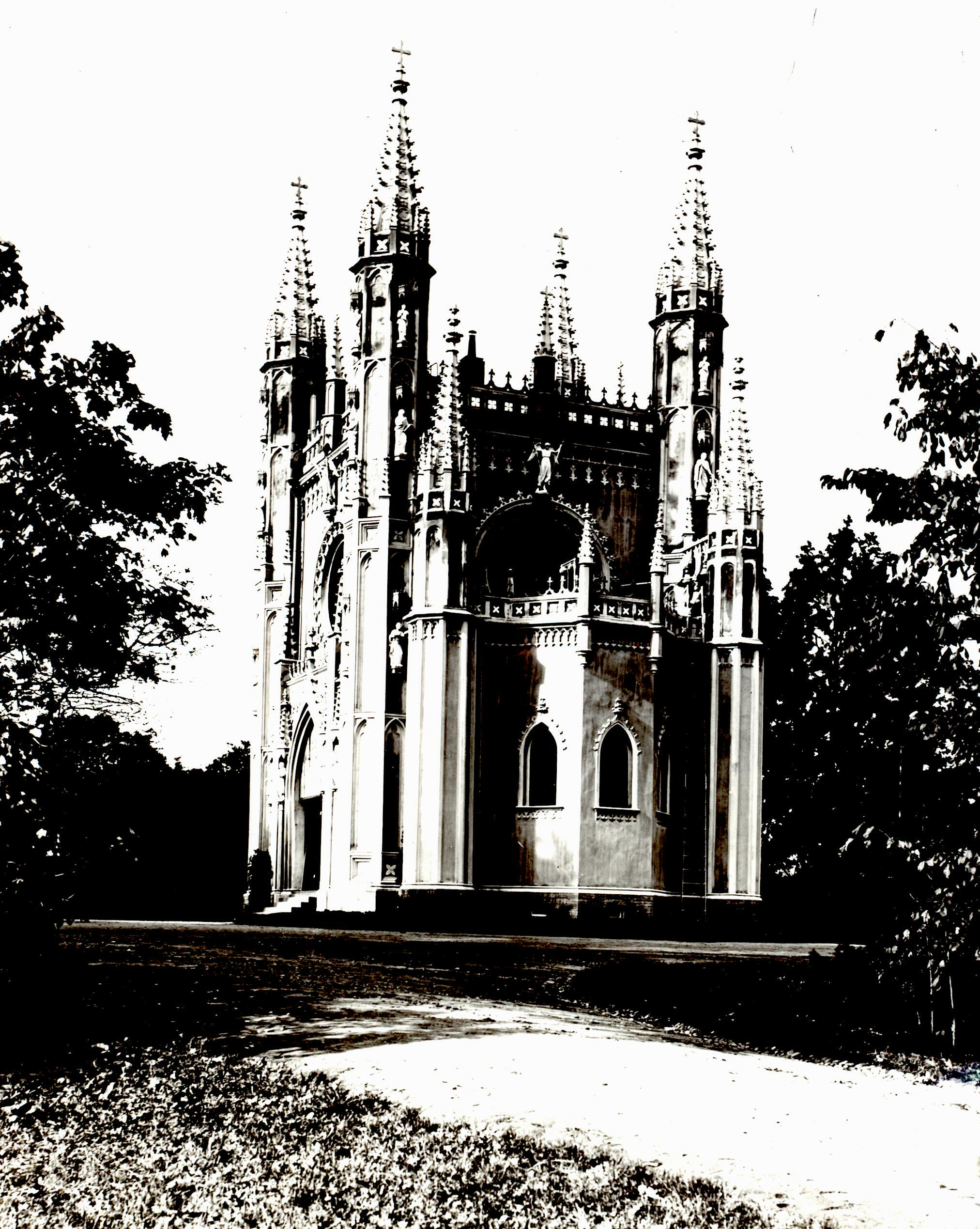
De kapel in 1910
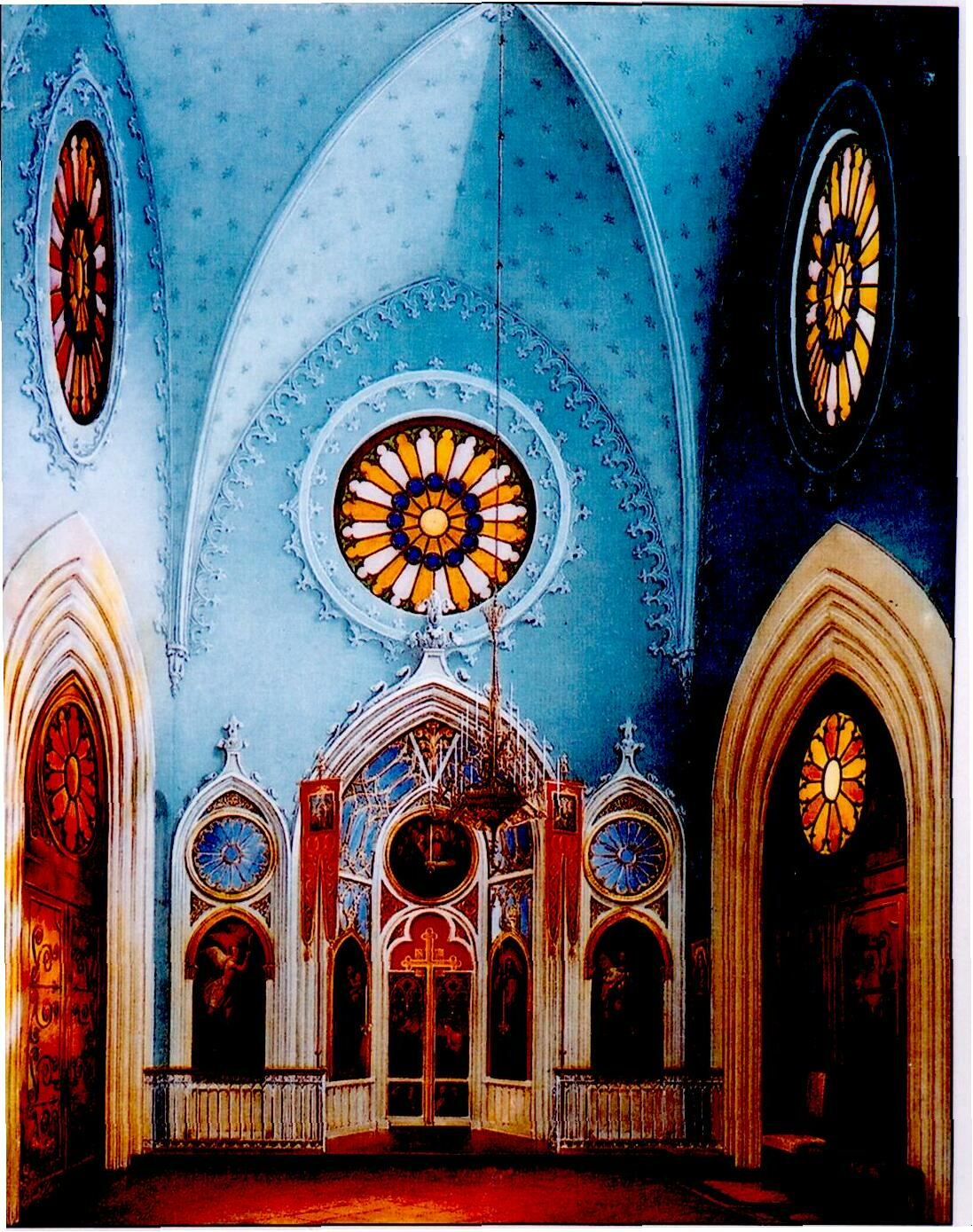
Interieur
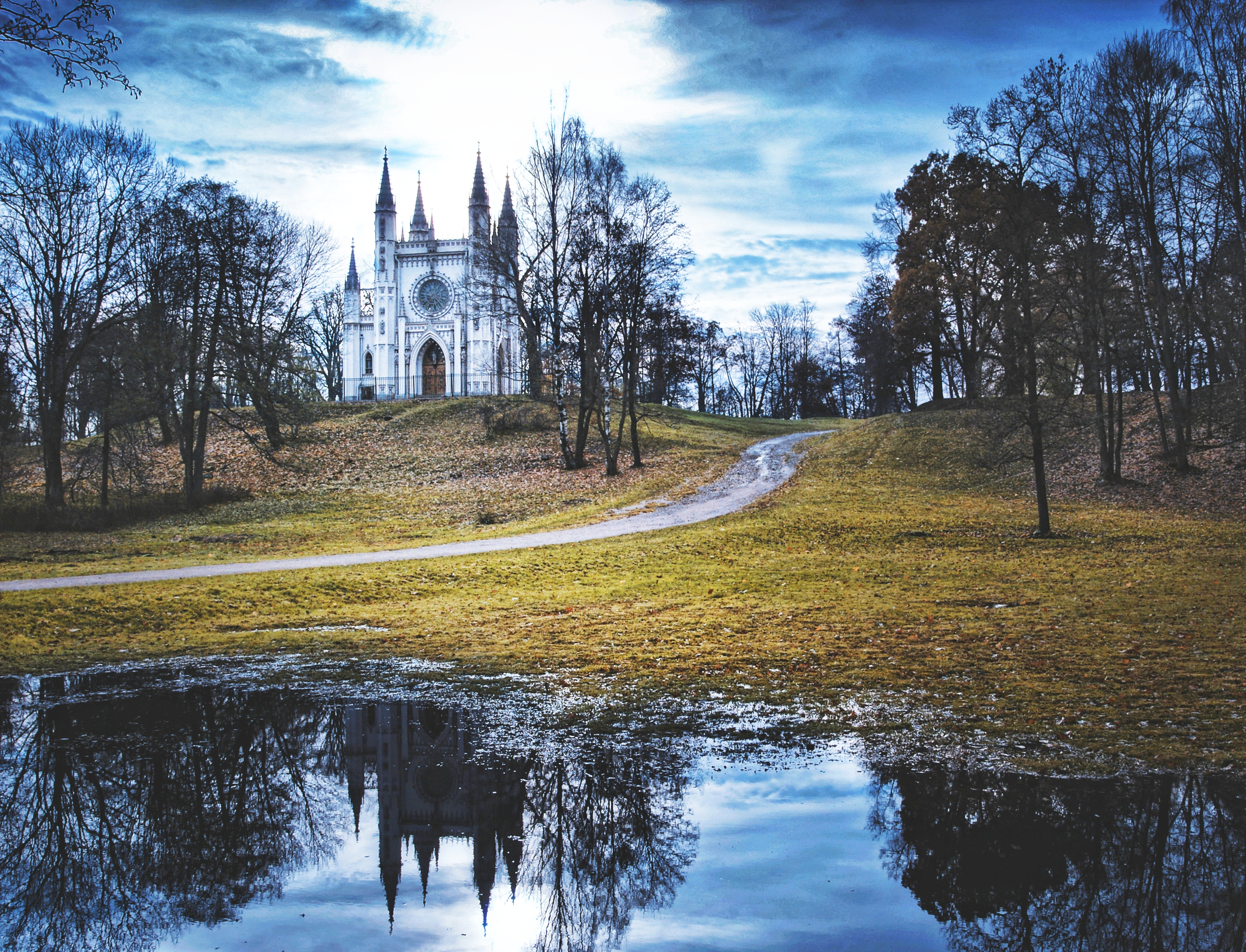
De kapel in het parklandschap